# 情報科学芸術大学院大学
情報科学芸術大学院大学（じょうほうかがくげいじゅつだいがくいんだいがく、英語: Institute of Advanced Media Arts and Sciences、公用語表記: 情報科学芸術大学院大学）は、岐阜県大垣市加賀野4丁目1-7に本部を置く日本の公立大学。2001年創立、2001年大学設置。大学の略称はIAMAS。

## 概要
メディア文化における探求者の養成を主な目的とする大学院のみの公立大学。
略称のIAMASとは英称のInstitute of Advanced Media Arts and Sciencesの頭文字という意味の他に、同地内にあった専修学校の岐阜県立国際情報科学芸術アカデミーの英称：International Academy of Media Arts and Sciencesのダブルミーニングであった。
芸術と科学の融合を建学の理念とし、先端技術と文化を織り交ぜた実践的な表現を主な研究テーマとしている。前身の専修学校当時から学生たちの作品が国内外の展覧会で入賞を重ねてきた経緯から、メディア表現者になるための教育研究を行っており、2004年にはヨーロッパ最大のメディアアートの祭典アルス・エレクトロニカでキャンバス展示を開催した。また、1995年から、「インタラクション」展（現：岐阜 おおがきビエンナーレ）を、ビエンナーレ形式（2年に1回）で開催している。さらに、2010年からMakerイベント（2010年、2012年はMake: Ogaki Meeting、2014年以降はOgaki Mini Maker Faire）を、ソフトピアジャパンにて開催している。
2012年、併設されていた岐阜県立国際情報科学芸術アカデミーは廃校となった。
2014年度には、校舎がソフトピアジャパン地区へ移転した。
2021年4月、博士後期課程を開設。

## 構成
メディア表現研究科メディア表現専攻修士課程（定員20名）で構成され、教員および学生は活動領域に応じて4つのスタジオに所属している。2006年度より、スタジオ3のデザインとプログラミングは組織改編され、スタジオEができる。
2012年度にスタジオ制が廃止され、新たに3つの領域（F・A・I）となった。
付属機関として図書館と産業文化研究センター（通称RCIC、旧：メディア文化センター）を有している。
2021年４月、博士後期課程を開設（定員３名／学年）、修士課程を、博士前期課程を名称変更する。

### 2012年度〜
- メディア表現研究科メディア表現専攻
  - F領域　デザインとエンジニアリングの再結合による新しい経験の探究（インタラクションデザイン、プロトタイピング、デザイン思考、実世界思考、ユビキタス）
  - A領域　芸術・文化の新しいありかたを研究する領域（メディアアート、映像表現、現代音楽、現代美術、美学・芸術批評）
  - I領域　地域・社会・コミュニティ・文化の研究とデザイン（デザイン、地域文化、コミュニティ、ネットワーク、身体表現）

### 2011年度以前
- メディア表現研究科メディア表現専攻
  - スタジオ1　インタラクティブメディア（主な形態として仮想空間、電子工作）
  - スタジオ2　タイムベースドメディア（主な形態として音楽、映像（動画）、舞台芸術）
  - スタジオ3　インターフェイス（主な形態としてデザイン的要素を持った装置、プログラム）
  - スタジオ4　メディア美学（主な形態として論理的研究）
  - スタジオE  　表現工学

## 大学関係者
- 三輪眞弘 - 教授
- クワクボリョウタ - 教授
- 小林茂 - 教授
- 前田真二郎 - 教授

## その他
- 1991年に廃校となった大垣市立大垣第一女子高等学校の跡地を利用していた。
- 2008年3月24日、一部の授業を併設している国際情報科学芸術アカデミーと合同で行っていたことを大学基準協会が指摘。認証について保留とした[1]。